# Південнотірольська народна партія
Південнотірольська народна партія — регіональна партія в Італії, яка представляє німецькомовне населення автономної провінції Південний Тіроль (Больцано).
Партія була створена у травні 1946 року. У 1946 році зібрала 155 тис. підписів під петицією з вимогою возз'єднання з Австрією. У результаті переговорів 5 вересня 1946 року була підписана угода про передачу Південного Тіролю Італії на умові надання йому автономії.
У 1957 році партія організувала марш протесту за участю близько 35 тис. осіб. Суперечності щодо статусу Південного Тіролю тривали до 1992 року, коли уряд Австрії заявив про відсутність суперечностей між Австріє та Італією щодо цього регіону. Партія схвалила цю заяву..
Партія офіційно позиціонує себе як партія, що базується на соціально-релігійних принципах. Починаючи з 1972 року Південнотірольська народна партія входить в урядову каоліцію провінції.
З 1979 року Південнотірольська народна партія представлена в Європейському парламенті, входить до Європейської народної партії
У 2013 році партія отримала у Сенаті Італії 7 мандатів, а у Парламенті Італії — 6 мандатів.